# Ždanivka
Ždanivka (ukrajinsky Жданівка; rusky Ждановка – Ždanovka) je město v Doněcké oblasti na Ukrajině. Nachází se 30 kilometrů jihovýchodně od Horlivky a 37 kilometrů severovýchodně od Doněcka. V roce 2012 žilo v Ždanivce přes dvanáct tisíc obyvatel.
Městem je Ždanivka od roku 1966.